# Muzyka i Technologia
Muzyka i Technologia – miesięcznik ogólnopolski skierowany do specjalistów związanych z branżą muzyczno-rozrywkową: realizatorów dźwięku, oświetlenia, specjalistów technik scenicznych, środowiska DJ-ów, agencji artystycznych i koncertowych, teatrów i TV. 
Wydawany przez wydawnictwo Music Technology Press od listopada 2005 roku.  
Redaktorzy magazynu „Muzyka i Technologia” przybliżają kulisy najciekawszych polskich i zagranicznych wydarzeń muzycznych, skupiając się przede wszystkim na ich stronie technicznej. Prezentują także interesujące pod względem realizatorskim instalacje stałe w obiektach użyteczności publicznej: kluby muzyczne, teatry, hale widowiskowe, stadiony. Na łamach magazynu publikowane są materiały o charakterze informacyjnym (dział „Porady”), testy urządzeń, wywiady z polskimi i zagranicznymi realizatorami, relacje z imprez branżowych oraz nowości sprzętowe z dziedziny nagłośnienia, oświetlenia, multimediów i DJ-ki.